# Nita Englund
Nita Englund (* 10. Juni 1992 in Iron Mountain) ist eine ehemalige US-amerikanische Skispringerin.

## Werdegang
Englund gab am 12. Dezember 2008 ihr Debüt im Skisprung-Continental-Cup. Dabei erreichte sie in Park City mit den Plätzen 25 und 29 jeweils Continental-Cup-Punkte. Mit den gewonnenen Punkten beendete sie die Saison 2008/09 auf dem 75. Platz in der Continental-Cup-Gesamtwertung. Bei den Nordischen Junioren-Skiweltmeisterschaften 2010 in Hinterzarten erreichte Englund im Springen von der Normalschanze den 33. Platz. Ein Jahr später belegte sie im estnischen Otepää Rang 28.
Bei zwei FIS-Springen im kanadischen Calgary sprang Englund Anfang Januar 2012 auf das Podium. Anschließend erreichte sie bei den Junioren-Weltmeisterschaften in Erzurum nur den 35. Platz. In der Saison 2012/13 startete sie erst ab März im Continental Cup und schloss die Saison als Achte in der Gesamtwertung ab.
Am 12. Januar 2014 gab Englund beim Springen von der Miyanomori-Schanze im japanischen Sapporo ihr Weltcupdebüt. Mit Platz 48 verpasste sie allerdings die Punkteränge. Auch eine Woche später verpasste sie als 45. und 37. in Zaō noch ihre ersten Punkte. Nach weiteren Wettbewerben im Continental Cup sprang sie am 2. März 2014 in Falun als Dritte erstmals auf das Podest.
Zum Auftakt der Weltcup-Saison 2014/15 in Lillehammer holte Englund am 5. Dezember 2014 mit dem 18. Platz ihre ersten Weltcuppunkte. Am 24. Januar 2015 erreichte sie mit Platz sieben in Oberstdorf ihre erste Top-Ten-Platzierung. Am 8. Februar 2014 erzielte sie in Râșnov ihre erste Podestplatzierung. Sie wurde Zweite hinter Sara Takanashi. Bei den Nordischen Skiweltmeisterschaften 2015 in Falun belegte sie den zwölften Rang im Einzel und wurde mit der US-amerikanischen Mannschaft Siebte im Mixed-Teamwettbewerb. Nachdem sie mehrere Top-Ten-Platzierung im Weltcup erzielte und bei jedem Start mindestens unter die besten 30 sprang, beendete sie die Saison mit 332 Punkten auf Rang zehn im Gesamtweltcup.
Am 14. August 2015 gab Englund in Courchevel ihr Debüt im Sommer-Grand-Prix, wobei sie als 23. direkt ihre ersten Punkte holte. Bei vier weiteren Start im Sommer 2015 sprang sie immer unter die besten zehn und erreichte am 12. September als Zweite in Almaty ihre erste Podestplatzierung. Sie beendete den Sommer mit 209 Punkten als Dritte der Grand-Prix-Gesamtwertung. Im Oktober 2015 wurde sie in Lake Placid US-amerikanische Meisterin von der Normalschanze. In den Weltcup-Saisons 2015/16 und 2016/17 sprang sie mehrfach unter die Top Ten. Ihre besten Saison-Ergebnisse waren jeweils Rang sieben. Im Gesamtweltcup landete sie in diesen beiden Jahren auf den Plätzen 13 und 16. Bei den Nordischen Skiweltmeisterschaften 2017 in Lahti belegte sie den 27. Rang im Einzel und wurde mit der US-amerikanischen Mannschaft Achte im Mixed-Teamwettbewerb.
Im Juli 2017 sicherte sie Englund in Park City, Utah ihren zweiten nationalen Meistertitel im Einzel vor Abby Ringquist und Nina Lussi. In der Weltcup-Saison 2017/18 konnte sie nicht an ihre Leistungen der vorherigen Jahre anknüpfen. Nur zum Weltcup-Auftakt in Lillehammer konnte sie als 30. einen Weltcup-Punkt holen. Dies blieb ihre beste Saisonplatzierung. Bei den anderen Wettbewerben verpasste sie den Finaldurchgang oder scheiterte sogar in der Qualifikation. Bei den Olympischen Winterspielen 2018 in Pyeongchang belegte sie im Einzelwettbewerb auf der Normalschanze den 31. Platz und schied damit nach dem ersten Durchgang aus.
Bei den Weltmeisterschaften 2019 in Seefeld in Tirol wurde sie 37. im Einzel und belegte sowohl mit dem US-amerikanischen Frauen- als auch mit dem Mixed-Team den zehnten Rang. Nach der Saison 2018/19 trat sie nicht mehr international an.

## Statistik

### Weltcup-Platzierungen
| Saison  | Platz | Punkte |
| ------- | ----- | ------ |
| 2014/15 | 010.  | 332    |
| 2015/16 | 013.  | 339    |
| 2016/17 | 016.  | 280    |
| 2017/18 | 055.  | 001    |
| 2018/19 | 040.  | 031    |

### Grand-Prix-Platzierungen
| Saison | Platz | Punkte |
| ------ | ----- | ------ |
| 2015   | 003.  | 209    |
| 2016   | 009.  | 086    |
| 2017   | 045.  | 006    |
| 2018   | 045.  | 005    |

### Continental-Cup-Platzierungen
| Saison  | Platz | Punkte |
| ------- | ----- | ------ |
| 2008/09 | 075.  | 008    |
| 2010/11 | 053.  | 029    |
| 2011/12 | 064.  | 008    |
| 2012/13 | 008.  | 131    |
| 2013/14 | 014.  | 089    |
| 2014/15 | 019.  | 089    |